# Hypocambala dahli
Hypocambala dahli är en mångfotingart som först beskrevs av Carl Graf Attems 1914.  Hypocambala dahli ingår i släktet Hypocambala och familjen Glyphiulidae. Inga underarter finns listade i Catalogue of Life.